# Pfarrkirche Förolach

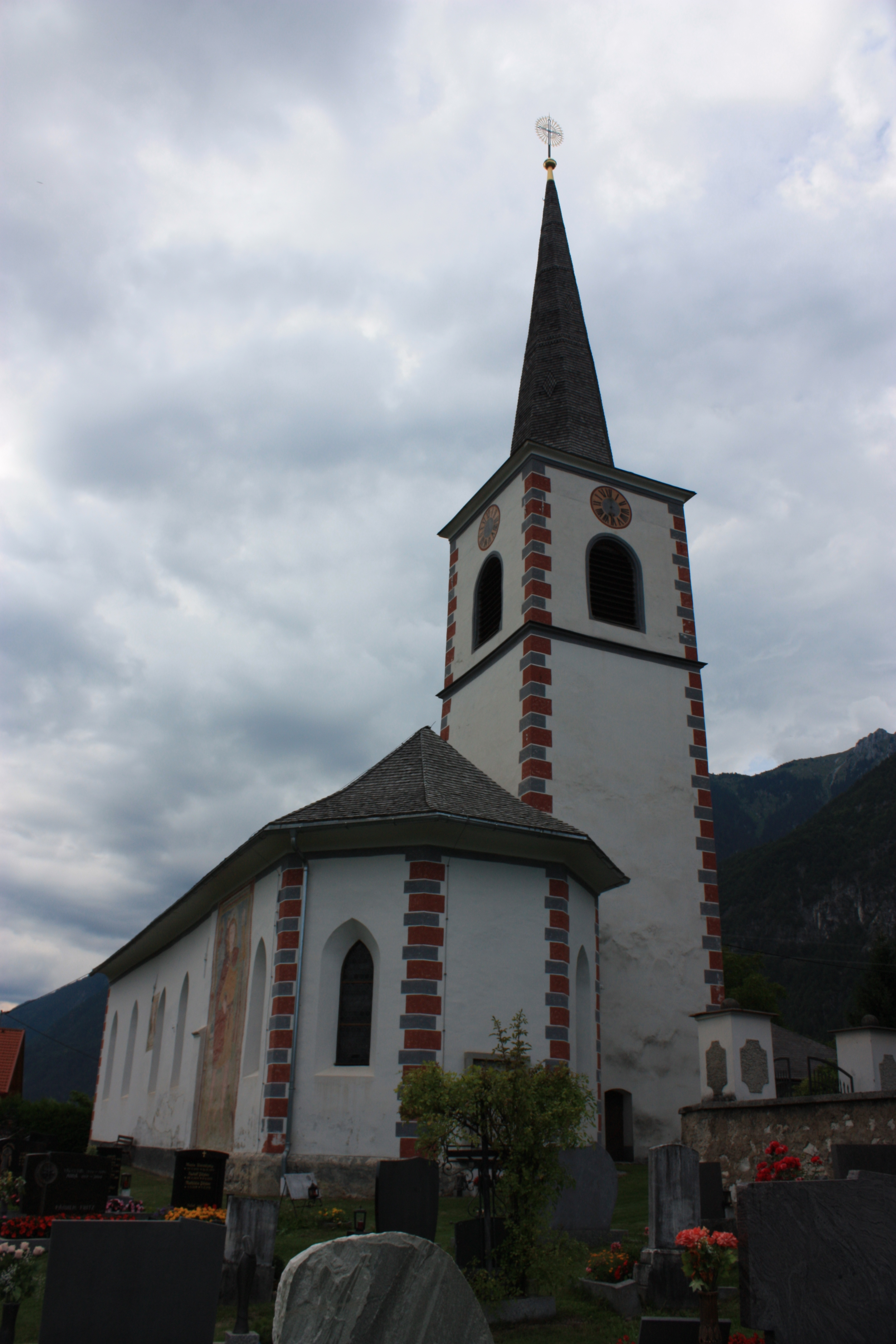

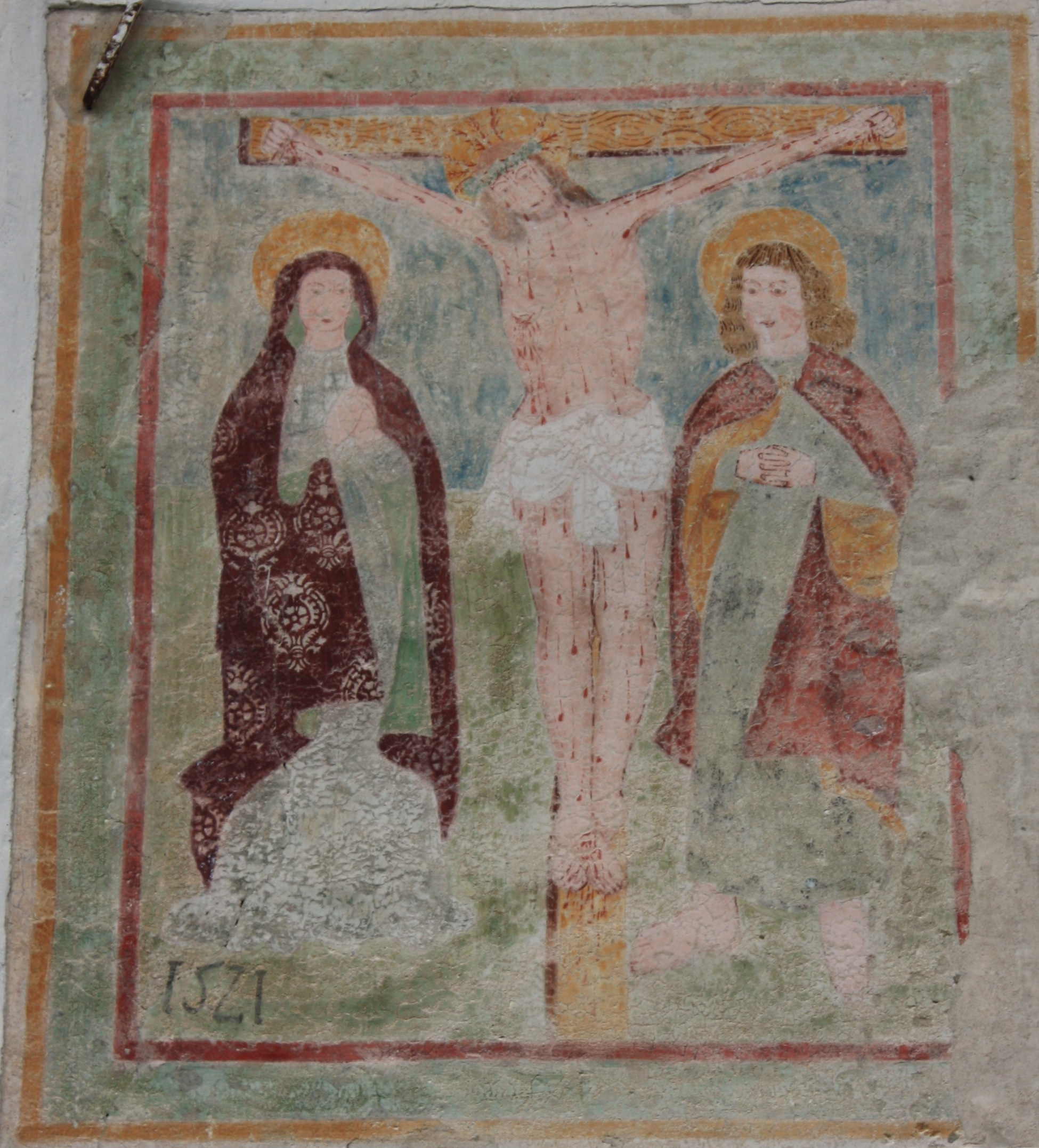
Kreuzigungsgruppe

Die römisch-katholische Pfarrkirche Förolach ist dem heiligen Jakobus geweiht und liegt in der Gemeinde Hermagor.

## Baubeschreibung
Die 1331 erstmals genannte Kirche ist ein mittelgroßer, gotischer Bau. Der Chor ist etwa gleich breit und gleich hoch wie das Langhaus und endet in einem Dreiachtelschluss. Die mit 1521 bezeichneten Fresken des heiligen Christophorus und einer Kreuzigungsgruppe an der äußeren Südwand wurden 1977 freigelegt. Der mächtige Turm an der Nordseite mit Mauerschlitzen und rundbogigen Schallfenstern wird von einem achtseitigen Spitzhelm bekrönt. Die eisenbeschlagene Tür an der Ostseite des Turmes führt in die Sakristei. Den Aufgang zum Turm bildet die Treppe an der Chornordseite. Die Westempore ist durch einen Treppenaufgang an der Nordseite und eine eisenbeschlagene, spätgotische Tür zugänglich. Man betritt die Kirche durch das erneuerte, spitzbogige Westportal.
Das Kreuzgratgewölbe im vierjochigen Langhaus wird zwischen dem zweiten und dritten Joch durch Gurtbögen geteilt. Die Gewölbe der beiden östlichen Langhausjoche stammen aus dem 18. oder 19. Jahrhundert, die beiden westlichen sowie die Vorhalle wurden erst 1927 errichtet. Die hölzerne Westempore geht über zwei Joche. Die Orgel baute 1847 Josef Grafenauer. Ein eingezogener, spitzbogiger, abgefaster Triumphbogen verbindet das Langhaus und den zweijochigen Chor mit einem Dreiachtelschluss. Im Chor ruht ein Netzrippengewölbe auf Runddiensten. Das spätgotische Sakramentshäuschen mit einem fialenbekrönten und mit Kreuzblumen geschmückten Kielbogen besitzt noch ein originales, gotisches Schmiedeeisengitter. Das Rundbogenportal an der Chornordwand führt in die Sakristei im Turmerdgeschoß. Die Dekorationsmalereien im Chor stammen aus dem 17. Jahrhundert. Spitzbogenfenster belichten den Innenraum.

## Einrichtung
Der um 1680 geschaffene Hochaltar besteht aus einer großen Ädikula über einem hohen Sockel, einer kleinen Ädikula mit gesprengtem Segmentgiebel als Aufsatz sowie reichem Knorpelwerkzierat. Das 1912 von Josef Straka gemalte Hauptbild zeigt die Enthauptung des Apostels Jakobus, das Aufsatzbild die Marienkrönung. Die Kanzel und die Seitenaltäre sind im neugotischen Stil gefertigt. Der Himmel aus dem 18. Jahrhundert ist an der Unterseite mit Engeln, die eine Monstranz anbeten, bemalt. Das Fastentuch aus der ersten Hälfte des 19. Jahrhunderts stellt die Kreuzabnahme dar. Zur weiteren Ausstattung der Kirche zählen eine Figurengruppe mit dem Unterricht Mariens, eine um 1520 geschnitzte Konsolfigur des heiligen Augustinus sowie spätbarocke Kreuzwegbilder.